# پائولا ووگل
پائولا ووگل (انگلیسی: Paula Vogel؛ زادهٔ ۱۶ نوامبر ۱۹۵۱) یک نمایش‌نامه‌نویس اهل ایالات متحده آمریکا است.
وی همچنین برنده جوایزی همچون کمک هزینه گوگنهایم شده است.